# Lago Argentino
Il lago Argentino è un lago d'acqua dolce situato nella provincia di Santa Cruz, nella Patagonia meridionale. È il più esteso lago dell'Argentina, con una superficie di 1 415 km² (ampiezza massima: 20 km). Ha una profondità media di 150 m, mentre la profondità massima raggiunge i 500 m.
Il lago giace all'interno del Parco Nazionale Los Glaciares, in un paesaggio ricco di ghiacciai ed è alimentato dalle acque di origine glaciale di diversi fiumi, dall'acqua proveniente dal Lago Viedma, portata dal fiume La Leona, e da molti ruscelli montani. Il suo bacino imbrifero si estende per 17 000 km².
I ghiacciai, su tutti il Perito Moreno, la vicina cittadina di El Calafate e il lago stesso sono importanti mete turistiche. Il lago in particolare è apprezzato per la pesca.

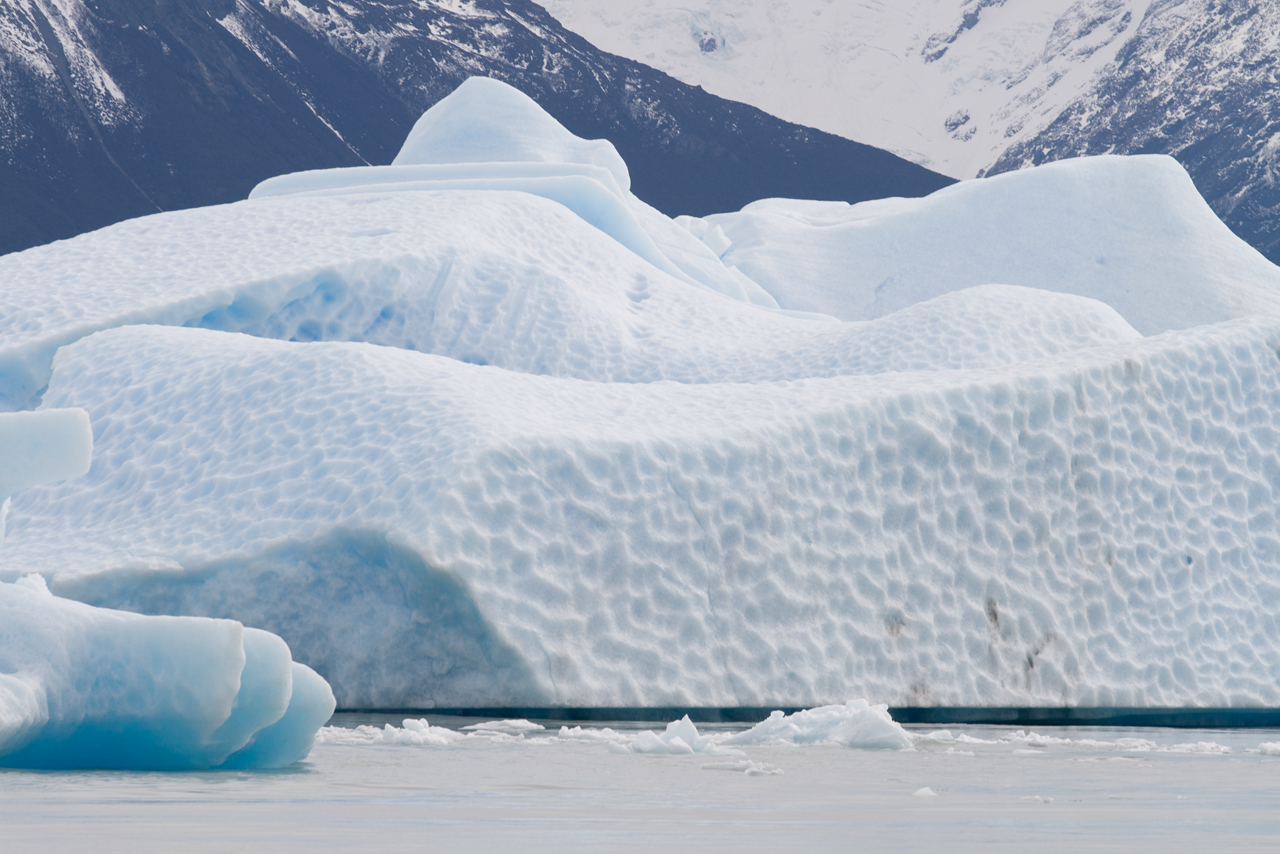
Iceberg che galleggia nel lago nei pressi del ghiacciaio Upsala